# Raoul Bova
Raoul „Rollo” Bova (ur. 14 sierpnia 1971 w Rzymie) – włoski aktor, producent i scenarzysta, a także model.

## Życiorys
Jego rodzice pochodzą z południowych Włoch – ojciec Giuseppe z Reggio Calabria, a matka z Neapolu.
Ojciec pracował w liniach lotniczych Alitalia, a matka zajmowała się domem. Miał spokojne i dostatnie dzieciństwo. 
Jako szesnastolatek, wraz z zespołem S.S. Lazio, zdobył mistrzostwo Włoch na 100 m stylem grzbietowym.
Studiował w Istituto Superiore di Educazione Fisica w Rzymie. Chciał zostać policjantem, ale nie zdał egzaminu do Carabinieri. Poszedł do szkoły teatralnej, studiował aktorstwo w Szkole Beatrice Bracco z Michaelem Margottą w Rzymie i poświęcił się karierze aktorskiej.
Zadebiutował na dużym ekranie rolą w komedii Kiedy byliśmy stłumieni (Quando eravamo repressi, 1992) i w filmie telewizyjnym Włoska historia (Una storia italiana, 1992). Pierwsze szlify aktorskie zdobywał również na scenie włoskich teatrów, m.in. w spektaklach: Animali a sangue freddo (1993), Messico e nuvole (1994) i Macbeth Clan (1998).
Zwrócił na siebie uwagę rolą nauczyciela pływania w melodramacie Piękna księżniczka (Piccolo grande amore, 1993) obok Susanny York. W 1994 odebrał nagrodę Telegatto za rolę komisarza Gianniego Bredy w siódmym sezonie serialu Ośmiornica (La piovra 7, 1994), w którym zaistniał jeszcze w serii ósmej (1997) i dziewiątej (1998) jako prowadzący śledztwo młody inspektor Carlo Arcuti, a rola ta uczyniła go popularnym także w innych krajach świata. Zagrał w filmach komercyjnych, m.in. Palermo – Mediolan – bilet w jedną stronę (Palermo Milano solo andata, 1995) w roli Nino Di Venanzio (nominacja do włoskiej nagrody David di Donatello za najlepszą rolę męską), komedii Słodka zemsta (Avenging Angelo, 2002) u boku Anthony’ego Quinna, Madeleine Stowe i Sylvestra Stallone’a jako poczytny, jednak zagadkowy pisarz Marcello czy komedii romantycznej Pod słońcem Toskanii (Under the Tuscan Sun, 2003), gdzie jako Marcello romansuje z dojrzałą pisarką (Diane Lane) z San Francisco, która w chwili twórczego i osobistego kryzysu, wyjeżdża do Włoch.
Chcąc przełamać stereotyp aktora o urodzie pięknego chłopca niezdolnego grać głębokie role, z powodzeniem wcielił się w austriackiego oficera w dramacie wojennym Granica (La frontiera, 1996), wystąpił jako terrorysta w dreszczowcu Rewind (1998), zagrał człowieka opętanego przez diabła w filmie I Cavalieri che fecero l'impresa (2000) oraz skomplikowaną postać Lorenzo w melodramacie Okna (La Finestra di fronte, 2003). Włoska krytyka bardzo chwaliła sposób, w jaki zagrał świętego Franciszka z Asyżu (dla roli schudł 14 kg) w biograficznym filmie telewizyjnym Franciszek (Francesco, 2002).
W polskim filmie biograficznym Karol. Człowiek, który został papieżem (Karol, un uomo diventato papa, 2005) zagrał postać księdza Tomasza Zaleskiego, który w czasie hitlerowskiej okupacji stara się zachować godność i nie poddaje się terrorowi, za co zostaje później rozstrzelany.
W 1999 wziął udział w reklamie linii kosmetyków firmy Max Factor z Madonną, w reżyserii Aleka Keshishiana. W 2000 wziął udział w sesji zdjęciowej do kalendarza dla włoskiego magazynu „Max”. Był na okładkach „Angeleno” (we wrześniu 2003), „GQ” (w grudniu 2008), „OK!” (w grudniu 2009), „Chi” (w styczniu 2013), „Vanity Fair” (edycji włoskiej w kwietniu 2009, styczniu 2011, marcu 2012, październiku 2013 i sierpniu 2019) i „F” (w listopadzie 2024).

## Życie prywatne
Od 1997 związany był z lekarką weterynarzem Chiarą Giordano, z którą w marcu 2000 zawarł związek małżeński. Mają troje dzieci: dwóch synów – Alessandro Leona (ur. 29 stycznia 2000) i Francesco (ur. 2001) oraz córkę Sophię. W 2013 doszło do rozwodu. W 2013 Bova związał się z aktorką Rocío Muñoz Morales, z którą ma dwie córki, Lunę (ur. 2 grudnia 2015) i Almę (ur. 4 listopada 2018).
Jego przyjaciółmi zostali: Giorgio Armani, George Clooney, Alessandro Gassman i Maria Grazia Cucinotta.

## Nagrody i nominacje
| Rok  | Nagroda            | Kategoria                       | Film                                                            | Rezultat  |
| ---- | ------------------ | ------------------------------- | --------------------------------------------------------------- | --------- |
| 1996 | David di Donatello | Najlepszy aktor drugoplanowy    | Palermo Mediolan pod eskortą (Palermo Milano solo andata, 1995) | Nominacja |
| 2006 | Globo d’oro        | Nagroda europejska              | –                                                               | Wygrana   |
| 2007 | Globo d’oro        | Najlepszy aktor                 | Io, l’altro (Ja, odmieniec, 2007)                               | Wygrana   |
| 2008 | Telegatto          | Najlepszy aktor                 | –                                                               | Wygrana   |
| 2009 | Nastro d’argento   | Nagroda specjalna               | Sbirri (2008) 15 Seconds (2008)                                 | Wygrana   |
| 2011 | David di Donatello | Najlepszy aktor drugoplanowy    | Nasze życie (La nostra vita, 2010)                              | Nominacja |
| 2011 | Globo d’oro        | Najlepszy aktor                 | Pani do towarzystwa (Nessuno mi può giudicare, 2011)            | Wygrana   |
| 2011 | Nastro d’argento   | Najlepszy aktor pierwszoplanowy | Pani do towarzystwa (Nessuno mi può giudicare, 2011)            | Nominacja |
| 2013 | Nastro d’argento   | Najlepszy aktor pierwszoplanowy | Cześć, tato (Buongiorno papà, 2013)                             | Nominacja |

## Filmografia

### Filmy kinowe
- 1992: Kiedy byliśmy stłumieni (Quando eravamo repressi)
- 1993: Piękna księżniczka (Piccolo grande amore) jako Marco
- 1995: Palermo Mediolan pod eskortą – bilet w jedną stronę (Palermo Milano solo andata) jako Nino Di Venanzio
- 1996: Granica (La Frontiera) jako Emidio Orlich
- 1996: Wilczyca (La Lupa) jako Nanni Lasca
- 1996: Wielki boss (Il Sindaco) jako Eddy
- 1999: Terra bruciata jako Francesco Loreano/Tom Grasso
- 2002: Słodka zemsta (Avenging Angelo) jako Marcello
- 2003: Pod słońcem Toskanii (Under the Tuscan Sun) jako Marcello
- 2003: Okna (La Finestra di fronte) jako Lorenzo
- 2004: Obcy kontra Predator (AVP: Alien Vs. Predator) jako Sebastian Wells
- 2007: Obcy kontra Predator 2 (Alien vs. Predator: Requiem) jako Sebastian Wells
- 2008: Wybacz, ale będę ci mówiła skarbie (Scusa ma ti chiamo amore) jako Alex
- 2009: Baaria jako reporter Romano
- 2010: Wybacz, ale chcę się z tobą ożenić (Scusa ma ti voglio sposare) jako Alessandro „Alex” Belli
- 2010: Turysta (The Tourist) jako hrabia Filippo Gaggia
- 2011: Niedojrzali (Immaturi) jako Giorgio
- 2011: Pani do towarzystwa (Nessuno mi può giudicare) jako Giulio
- 2013: Cześć, tato (Buongiorno papà) jako Andrea
- 2015: Wszystkie drogi prowadzą do Rzymu (All roads lead to Rome) jako Luca

### Filmy TV
- 1992: Włoska historia (Una Storia italiana) jako Giuseppe Abbagnale
- 1998: Ultimo, czyli Ostatni (Ultimo) jako Roberto di Stefano „Ultimo"
- 2001: Madame de... jako Vittorio
- 2001: Francesca i Nunziata (Francesca e Nunziata) jako Federico Montorsi
- 2004: Ultimo, czyli Ostatni 3 (Ultimo 3) jako Roberto di Stefano „Ultimo"
- 2005: Karol. Człowiek, który został papieżem (Karol, un uomo diventato papa) jako Tomasz Zaleski

### Seriale
- 1994: Ośmiornica 7 (La Piovra 7) jako komisarz Gianni Breda
- 1997: Ośmiornica 8 (La Piovra 8 – Lo scandalo) jako kapitan Carlo Arcuti
- 1998: Ośmiornica 9 (La Piovra 9 – Il patto) jako kapitan Carlo Arcuti
- 2002: Święty Franciszek z Asyżu (Francesco) jako św. Franciszek z Asyżu
- 2006: Czas na Briana (What About Brian) jako Angelo Varzi
- 2007: Firma – CIA (The Company) jako Roberto Escalona

### Włoski dubbing
- 1997: Herkules (Hercules) jako Herkules[15]
- 2008: Piorun (Bolt) jako Piorun[16]
- 2019: Rodzina Addamsów (The Addams Family) jako Fester Addams[17]
- 2022: Chip i Dale: Brygada RR (Chip ’n Dale: Rescue Rangers) jako Chip[18]